# K. Michelle
Кимберли Мишель Пейт (Kimberly Michelle Pate, род. 4 марта 1982) — американская певица и актриса, известная под псевдонимом K. Michelle. Она наиболее известна тем, что была постоянным участником реалити-сериала VH1 Love & Hip Hop: Atlanta в течение первых двух сезонов, а затем вернулась в шоу в пятом сезоне. Впоследствии Мишель подписала контракт с Atlantic Records. Её дебютный студийный альбом Rebellious Soul дебютировал на втором месте в основном американском хит-параде Billboard 200 и на первом месте в соул-чарте Top R&B/Hip-Hop Albums. Второй студийный альбом Anybody Wanna Buy a Heart? был выпущен 9 декабря 2014 года. Альбом дебютировал на шестом месте в США и породил три сингла «Love ’Em All», «Maybe I Should Call» и «Hard to Do». За первую неделю продаж альбом разошёлся тиражом 87 000 копий.
В марте 2016 года вышел третий студийный альбом Мишель More Issues Than Vogue, получивший положительные отзывы. Синглы с альбома включали «Not a Little Bit» и «Ain’t You». Её четвёртый альбом Kimberly: The People I Used to Know был выпущен 8 декабря 2017 года и дебютировал в первой десятке чарта Billboard Top R&B/Hip-Hop Albums. Её пятый студийный альбом All Monsters Are Human был выпущен 31 января 2020 года. Альбому предшествовали два сингла «Supahood» и «The Rain».
Она также снималась в реалити-сериалах Love & Hip Hop: New York, K. Michelle: My Life и Love & Hip Hop: Hollywood (под именем Кимберли), а также в собственном фильме The Rebellious Soul Musical, режиссёром которого стал обладатель Золотого глобуса Идрис Эльба. За свою карьеру Мишель получила четыре номинации на премию BET Awards. Она выиграла Soul Train Music Awards и Премия NAACP Image в 2013 и 2014 годах. В 2015 году она также была удостоена награды ASCAP Women Behind the Music.

## Биография
Кимберли Мишель Пэйт (Kimberly Michelle Pate) родилась 4 марта 1982 года в Мемфисе, штат Теннесси. По другим данным она родилась 4 марта 1985 года или в 1986 году.
В конце 2000 года в ежегоднике её колледжа возраст Мишель был указан как 18 лет, что означало 1982 год рождения. В 2015 году журнал The Source назвал её возраст 31 год, что означало 1984 год рождения. В биографии Мишель на AllMusic первоначально был указан 1986 год рождения, затем в 2022 году было указано только «1980-е», а в 2023 году год был изменён на 1982. В интервью 2013 года Мишель назвала 1986 год. Редактор сайта «GossipWeLove.com» прокомментировал расхождения в данных о годе рождения, выразив недоверие, что Мишель могла поступить в колледж и выиграть конкурс красоты на выпускном в своём классе в 14 лет. В колледже Мишель подружилась с актрисой сериала Basketball Wives («Жёны баскетболистов») Ройс Рид, которая родилась в 1981 году.
В детстве Мишель училась играть на фортепиано и гитаре, а также брала уроки голоса у Боба Вестбрука, который также обучал поп-певцов Джастина Тимберлейка и Бритни Спирс. Она окончила среднюю школу Овертон в Мемфисе в 2000 года. Мишель получила музыкальную стипендию в Университете Флориды A&M (FAMU), исполнив йодль на прослушивании. В возрасте 18 лет она была коронована как лучшая на церемонии встречи выпускников. Мишель стала членом студенческого обэединения Delta Sigma Theta Sorority Incorporated, вступив в отделение Beta Alpha осенью 2001 года. Она сообщает, что на некоторое время прекратила посещать занятия, чтобы родить сына в сентябре 2004 года, а затем вернулась в колледж. Мишель окончила FAMU с отличием и была принята в несколько юридических школ, но не стала учиться, решив заниматься музыкой полный рабочий день.

## Карьера

### 2009—2011: Начало
В 2009 году Мишель подписала контракт с Jive Records и выпустила свой первый R&B-чарт-сингл «Fakin’ It» при участии Мисси Эллиотт. Песня заняла 100-е место в американском чарте Hot R&B/Hip-Hop Songs. В 2010 году Мишель выпустила три последующих сингла: «Fallin’», «I Just Can’t Do This» и «How Many Times», которые заняли 56, 53 и 53 места соответственно в американском чарте Hot R&B/Hip-Hop Songs. В то время Мишель находилась в процессе записи своего дебютного альбома, первоначально названного Pain Medicine, в который должны были войти такие исполнители, как Trina, Гуччи Мейн, Эйкон, Ашер и R. Kelly, которого она считает своим наставником в этот период. Однако её альбом был снят с производства, когда Jive Records распался в 2011 году.

### 2012—2014: Love & Hip Hop, Rebellious Soul, Anybody Wanna Buy a Heart?
В 2012 году Мишель присоединилась к актёрскому составу документального сериала VH1 «Love & Hip Hop: Atlanta». Первый сезон рассказывает о её возвращении в музыкальную индустрию после нескольких личных трудностей, включая жестокие отношения с музыкальным руководителем. K. Michelle была названа главной звездой шоу, подписав контракт на запись нескольких альбомов с Atlantic Records вскоре после съёмок. Она вернулась в шоу для второго сезона, в котором рассказывалось о записи её дебютного студийного альбома Rebellious Soul. 20 мая 2013 года она выпустила главный сингл альбома под названием «V.S.O.P». Трек был спродюсирован Pop & Oak, в нём были использованы песни «Very Special» в исполнении Дебры Лоус, а также «That’s How Long» в исполнении The Chi-Lites. «V.S.O.P.» достиг 89 места в Hot 100 Singles и 27 места в Billboard Hot R&B/Hip-Hop Songs. Клип на него, снятый Бенни Бумом, был выпущен 29 июня 2013 года. Rebellious Soul был выпущен 13 августа 2013 года и дебютировал под номером 2 в американском Billboard 200 и номером 1 в американском чарте Top R&B/Hip-Hop Albums, с продажами в первую неделю 72 000 копий в США. По состоянию на декабрь 2014 года, Rebellious Soul был продан тиражом более 260 000 копий.

### 2015—2017:More Issues Than Vogue,Kimberly: The People I Used to Know
21 января 2016 года Мишель выпустила сингл «Not a Little Bit» со своего третьего студийного альбома More Issues Than Vogue. С 11 февраля 2016 года Мишель выпустила несколько промо-синглов с альбома, включая «Ain’t You», «Mindful» и «Time». 12 февраля 2016 года альбом More Issues Than Vogue стал доступен для предварительного заказа перед официальным релизом 25 марта 2016 года. После гостевых появлений в третьем и четвёртом сезонах Love & Hip Hop: Atlanta К. Мишель вновь присоединилась к основному составу в пятом сезоне, который стал хроникой её возвращения в Атланту и выпуска её третьего альбома More Issues Than Vogue.
7 декабря 2017 года Мишель выпустила альбом Kimberly: The People I Used to Know, который стал её последним альбомом с Atlantic Records.

### 2018— настоящее время: All Monsters Are Human
Альбом All Monsters Are Human был выпущен 31 января 2020 года, получив положительные отзывы критиков, вместе с клипом на одну из песен с альбома, «Just Like Jay». Альбом дебютировал и занял 51 место в американском хит-параде Billboard 200 с продажами в первую неделю 8 200 копий.
В 2022 году K. Мишель подтвердила, что её шестой студийный альбом I'm the Problem станет её последним R&B-альбомом. Она также анонсировала свой долгожданный кантри-альбом, который должен выйти после её последнего R&B-альбома.
В 2024 году K. Мишель работает над своим первым дебютным альбомом в стиле кантри.

## Дискография
Дискография K. Michelle включает, в том числе, следующие релизы:
Студийные альбомы
- Rebellious Soul (2013)
- Anybody Wanna Buy a Heart? (2014)
- More Issues Than Vogue (2016)
- Kimberly: The People I Used to Know (2017)
- All Monsters Are Human (2020)
- I’m the Problem (2023)

## Награды и номинации
| Год  | Награда                 | Категория               | Работа  | Результат |
| ---- | ----------------------- | ----------------------- | ------- | --------- |
| 2013 | Soul Train Music Awards | Лучший новый артист     | Herself | Победа    |
| 2014 | NAACP Image Awards      | Выдающийся новый артист | Herself | Победа    |
| 2014 | BET Awards              | Лучшая R&B-певица       | Herself | Номинация |
| 2015 | BET Awards              | Лучшая R&B-певица       | Herself | Номинация |
| 2016 | BET Awards              | Лучшая R&B-певица       | Herself | Номинация |
| 2016 | BET Awards              | Centric Award           | Herself | Номинация |
| 2017 | NAACP Image Awards      | Выдающийся новый артист | Herself | Номинация |